# ديازيرين

صيغة عامة لمركبات الديازيرين

مركبات ديازيرين هي صنف من المركبات العضوية الحلقية النتروجينيية التي يتكون أو يحوي هيكلها على حلقة ثلاثية حاوية على ذرة كربون واحدة وذرتي نتروجين.

## التحضير
تحضر مركبات الديازيرين من الكيتونات وذلك بتفاعل يمر بثلاث مراحل أساسية وهي:
1. تشكيل الأكسيم، وذلك بمعالجة الكيتون كلوريد هيدروكسيل الأمونيوم بوجود البيريدين؛[1][2]
2. تشكيل توسيل أو ميسيل الأكسيم الموافق، وذلك بالتفاعل مع كلوريد التوسيل أو كلوريد الميسيل على الترتيب بوجود قاعدة؛[3]

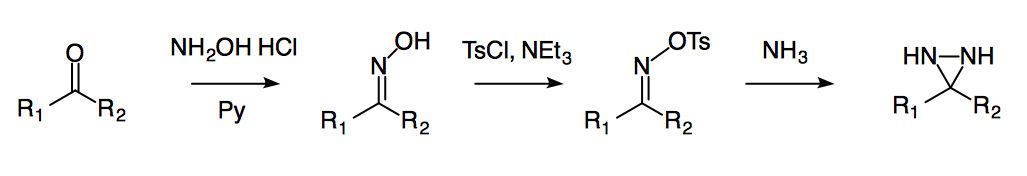
تحضير مركبات الديازيرين.

3. المعالجة بالأمونياك.[3][4][5][6]

## الخواص

تفكك الديازيرين بالتعرض لأشعة UV

يعطي المركب عند تعريضه للأشعة فوق البنفسجية مركبات كربين النشيطة كيميائياً، والتي يمكن حشرها وإدخالها على روابط C-H أو N-H أو O-H.

## الاستخدامات
تستخدم مركبات ديازيرين في المختبرات ككواشف مشبّكة حساسة ضوئياً، وذلك في مجال وسم الألفة الضوئية Photoaffinity labeling لمراقبة العديد من التآثرات في المجال الكيميائي الحيوي.

## اقرا أيضاً
- أزيرين
- ديازيريدين